# زيز بني كبير
زيز بني كبير أو صرناخ بني كبير (الاسم العلمي: Graptopsaltria nigrofuscata)، نوع من نصفيات الأجنحة وفصيلة الزيز. يوجد في شرق آسيا، بما في ذلك اليابان وشبه الجزيرة الكورية والصين، ويوجد أيضًا في كوستريكا والولايات المتحدة (غلوستر). يطلق عليه باللغة اليابانية أبورازيمي (ア ブ ラ ゼ ミ). تصدر الذكور صريرًا عاليًا ينتهي بنقرة ناتجة عن النقرة في الأجنحة.

## الوصف
يبلغ طول الزيز البنى الكبير عادًة نحو 55-60 ملليمتر (2.2-2.4 بوصة) ، وله جناح جانبي يبلغ حوالي 75 ملم (3.0 بوصة).